# Al-Marha
Al-Marha (arab. المرحة) – wieś w Syrii, w muhafazie Hama. W 2004 roku liczyła 378 mieszkańców.